# Rezerwat przyrody Domické škrapy
Rezerwat przyrody Domické škrapy (słow. Národná prírodná rezervácia Domické škrapy) – rezerwat przyrody w południowo-zachodniej części Krasu Słowacko-Węgierskiego na Słowacji. Powierzchnia: 24,44 ha.

## Położenie
Rezerwat jest położony ok. 2 km na południowy zachód od wsi Kečovo w powiecie Rożniawa w kraju koszyckim. Obejmuje fragment słabo nachylonego ku południu zbocza wzgórza zwanego Čertova diera (465 m n.p.m.), stanowiącego południowy skrawek Płaskowyżu Silickiego.

## Historia
Rezerwat powstał na mocy rozporządzenia Ministra Kultury Słowackiej Republiki Socjalistycznej nr 2778/1973-OP z dnia 24 kwietnia 1973 r.

## Warunki naturalne
Rezerwat obejmuje fragment południowych stoków wzgórza pomiędzy poziomicami 370 a 430 m n.p.m. Podłoże geologiczne tworzą jasnoszare wapienie środkowego triasu. Teren rezerwatu należy do najcieplejszych i najsuchszych miejsc w całej Słowacji.

## Flora i fauna
Teren dzisiejszego rezerwatu, pierwotnie porośnięty w większości lasem, został (poczynając od końca średniowiecza) odlesiony, a następnie był intensywnie wykorzystywany jako pastwiska. Nadmierny, niekontrolowany wypas doprowadził w wielu miejscach do zaniku pokrywy roślinnej, a to – do szybkiej erozji cienkiej warstwy gleby, spod której odsłoniła się lita skała wapienna, bardzo podatna na krasowienie. Najbardziej charakterystyczną formą krasowienia jest tu lapiaz.
W kępowo rozrzuconych zagajnikach rosną dąb omszony (Quercus pubescens Willd.), krzaczaste formy klonu polnego (paklonu; Acer campestre L.) i klonu tatarskiego (Acer tataricum L.), trzmielina brodawkowata (Euonymus verrucosus Scop.), wiśnia wonna (antypka; Prunus mahaleb L.) i róża francuska (Rosa gallica L.). Spośród roślin porastających suche łąki występują tu m.in. kostrzewa walezyjska (Festuca valesiaca Schleich. ex Gaudin), pięciornik piaskowy (Potentilla arenaria Borkh.), Cleistogenes serotina [L.] Keng (= Kengia serotina (L.) Packer), ostnica powabna (Stipa pulcherrima K. Koch), smagliczka pagórkowa (smagliczka piaskowa; Alyssum montanum ssp. brymii L.), mniszek rurkojęzyczkowy (Taraxacum obliquum (Fr.) Dahlst.), bylica pontyjska (Artemisia pontica L.), Trinia glauca (L) Dumort., pragnia kuklikowata (Waldsteinia geoides Willd.), miłek wiosenny (Adonis vernalis L.), sasanka zwyczajna (Pulsatilla vulgaris Mill.), jurinea miękka (Jurinea mollis (L.) Reichb.).
W zespołach sucholubnej i ciepłolubnej roślinności występują bardzo rzadkie i zagrożone gatunki takie jak lepnica przewiercieniowata (Silene bupleuroides L. = Silene longiflora Ehrh.), pszczelnik austriacki (Dracocephalum austriacum L.), krupina pospolita (Crupina vulgaris Cass.) (Cytisus procumbens [Waldst. & Kit.] Spreng.), kosaciec bezlistny (Iris aphylla L.), lnica włoska (Linaria italica Trev.), Asyneuma canescens (Waldst. & Kit.) Griseb. & Schenk. i inne.
W ciepłolubnych zoocenozach najliczniej reprezentowana jest entomofauna z wieloma gatunkami chrząszczy, motyli i pluskwiaków. Zwraca uwagę występowanie kilku gatunków ciepłolubnych gadów: jaszczurka murowa (Lacerta muralis), jaszczurka zielona (Lacerta viridis) oraz ablefarus panoński (Ablepharus kitaibelii), który tutaj osiąga swój północny skraj występowania w Europie.

## Ochrona
Przedmiotem ochrony jest fragment słabo nachylonego zbocza z klasycznymi formami krasu powierzchniowego wraz z występującymi na tym terenie różnymi zespołami kserotermicznych gatunków roślin i zwierząt. Jednocześnie teren ten podlega ochronie jako powierzchniowe „zaplecze” jaskini Domica. Cały obszar rezerwatu leży w granicach Parku Narodowego Kras Słowacki.